# Three and Two
『Three and Two』（スリー・アンド・トゥ）は、1979年10月20日に発売されたオフコース通算7作目のオリジナル・アルバム。

## 解説
田園コロシアムでのコンサート直前の1979年8月1日、清水仁・大間ジロー・松尾一彦の3人はオフコースのメンバーとして正式加入。そしてアルバムは『Three and Two』とタイトルが付けられた。“Three and Two”とはゴルフ用語の“あと2ホールで3打差があるとき、自動的に勝負が決まること”で、オフコースの人数ともあうことから付けられたと、'80年初頭の雑誌インタビューで清水が答えていた。また、このアルバムでは「どんな楽曲を、どう演奏をすればバンドとして成立するのか」を強く意識してレコーディングを行ったと、後に小田はインタビューで答えている。
アルバムジャケットは表に新加入の3人が、裏に小田・鈴木がそれぞれ写った。それについて小田は「揉めたんだよ、レコード会社と。「このジャケット写真だと、オフコースに関する予備知識がない人が見たら、表ジャケットの3人がオフコースのメンバーだと思われてしまう」とね。でも、それでも“表は新しく入った3人にしてくれ”って言ってね。俺、“かっこよさ”っていうのはそういうところにあると思うんだよ。“俺が俺が”っていうのは、かっこいいとは思わないから」「新しい3人は俺らのバックじゃなくてメンバーなんだってことがはっきりと見てとれるジャケットがいいって言ったんだよ。5人という形をメンバーも含めてみんなが曖昧に受け取っていたから」と、『たしかなこと』でのインタビューで答えている。
もう一つレコード制作上の大きな変化が、このアルバムからプロデュースをオフコース自身がするようになったこと。『ワインの匂い』からプロデュースを手がけてきた武藤敏史は、オフコースに全面的にプロデュースを委ねることにした。『ワインの匂い』の頃には確かに大きかった武藤の比重は徐々に小さくなり、また「充分な力があり、自分で表現のできる人は他人が口出しするよりも、自分達でやるのが一番いい」という武藤の考えはオフコースにも当てはまった。オフコースにプロデュースを全面的に任せることになった経緯について武藤は「彼らは音楽を良く知っている。聴く耳を持っているし、幅広くものを考えているから、自分達でプロデュースしても間違いのない作品を創る」「いつ彼らに渡すかは、三作やった頃から考えていて、あの時期が一番いいんじゃないかと思った。彼らが実際に自分達でやるためには、中途半端にかんでいたら本当のプロデュースにならないから、一切…、オフコースにもう情熱がなくなったんじゃないかと誤解されるくらい、スタジオにも顔を出さなかったし…。本当は行きたくてしょうがなかったけど。出来上がった作品は、僕の予想を裏切る、もっともっと新しいものだった。いいものを作ったから驚いたし、最高に嬉しかった。彼ら自身にプロデュースしてもらったことは正しかったと思っている」と、後に語っている。
B-4「生まれ来る子供たちのために」に続いて、1979年8月4日と8月5日に田園コロシアムで行われた野外コンサートでの「いつもいつも」が収録されているが、前作『FAIRWAY』ではクレジットが無かった代わりに、本作では曲名がクレジットされている。
アルバムにはミニポスターを同封。また、このアルバムからグラフィック・デザイナーが福里弘之に変更となり、グループ名のロゴが“Three and Two”を併せた、すべて大文字のデザインに変わった。

## 収録曲
| 全編曲: オフコース。 |                        |          |          |       |
| #                    | タイトル               | 作詞     | 作曲     | 時間  |
| 1.                   | 「思いのままに」       | 小田和正 | 小田和正 | 4'42" |
| 2.                   | 「恋を抱きしめよう」   | 鈴木康博 | 鈴木康博 | 4'05" |
| 3.                   | 「その時はじめて」     | 小田和正 | 小田和正 | 4'19" |
| 4.                   | 「歴史は夜つくられる」 | 鈴木康博 | 鈴木康博 | 4'11" |
| 5.                   | 「愛を止めないで」     | 小田和正 | 小田和正 | 3'49" |

| 全編曲: オフコース。 |                                                                                     |          |          |       |
| #                    | タイトル                                                                            | 作詞     | 作曲     | 時間  |
| 1.                   | 「SAVE THE LOVE」                                                                   | 鈴木康博 | 鈴木康博 | 8'19" |
| 2.                   | 「汐風のなかで」                                                                    | 鈴木康博 | 鈴木康博 | 3'49" |
| 3.                   | 「愛あるところへ」                                                                  | 小田和正 | 小田和正 | 4'48" |
| 4.                   | 「生まれ来る子供たちのために〜｢いつもいつも｣ (1979.8.5 田園コロシアム ライブより)」 | 小田和正 | 小田和正 | 4'53" |

## クレジット
| Produced by                                                                               |
| KAZUMASA ODA YASUHIRO SUZUKI                                                              |
|                                                                                           |
| Keyboards KAZUMASA ODA Guitars YASUHIRO SUZUKI                                            |
| Electric Bass HITOSHI SHIMIZU Drums HITOSE “Jiro” OMA Harmonica & Guitars KAZUHIKO MATSUO |
|                                                                                           |
| Exective Producer TOSHIFUMI MUTOH                                                         |
| Arranged by OFF COURSE                                                                    |
| Recording & Mixing Engineered by RYOJI HACHIYA                                            |
| Assistant Engineer SUSUMU MERA (FREEDOM STUDIO), KENJI KONNO (FREEDOM STUDIO)             |
| Graphic Concept, Design HIROYUKI FUKUZATO                                                 |
| Photography TAMJIN JIN TAMURA                                                             |
| General Manager KAZUHIKO NISHIZAWA                                                        |
|                                                                                           |
| Recorded at FREEDOM STUDIO 1 & 2 from May 16 to August 30 1979                            |
| Remixed at FREEDOM STUDIO 1 & 2                                                           |
|                                                                                           |
| Our Tour Staff                                                                            |
| Stage TETSUROH MISHIMA (Musical Station)                                                  |
| Sound SHIROH KIMURA, RYOHEI KAWAMINAMI, MASAOKI YAMAZAKI (Sept-1)                         |
| Lighting KOHJI SASAKI, AKIRA OKABE, YOSHIHIRO NAGAOKA (Staff Service)                     |
|                                                                                           |
| Road Manager KAZUTOYO KOUCHI, KANAME TOGASHI                                              |
| Special Thanks to MAKOTO SUGIMOTO, FUJIGENGAKKI Ibanez                                    |

## TOCT-25639, TOCT-95039

### 解説
2005年、レコード・デビュー35周年にあわせ“オリジナル・アルバム15タイトル紙ジャケット・シリーズ”としてエキスプレス・レーベル在籍中のオリジナル作品がリイシュー。24ビット・デジタル・リマスタリング、オリジナルLP装丁に加え、封入ポスターを縮小サイズで復刻した紙ジャケット仕様にてリリースされた。2009年にはSHM-CDフォーマット、通常のプラ・ケース仕様で再発された。

### 収録曲
1. 思いのままに
2. 恋を抱きしめよう
3. その時はじめて
4. 歴史は夜つくられる
5. 愛を止めないで
6. SAVE THE LOVE
7. 汐風のなかで
8. 愛あるところへ
9. 生まれ来る子供たちのために
〜｢いつもいつも｣
(1979.8.5 田園コロシアム)

### クレジット
- リマスタリング・エンジニア：行方洋一
- ジャケット資料協力：喜多雅美 (サウンドステーション)
- ライナーノーツ：田家秀樹

## リリース履歴
| #  | 発売日         | リリース                                 | 規格   | 品番       | 備考 |
| -- | -------------- | ---------------------------------------- | ------ | ---------- | --- |
| 1  | 1979年10月20日 | エキスプレス ⁄ 東芝EMI                   | LP     | ETP-80107  | ポスター封入。                                                                                              |
| 1  | 1979年10月20日 | エキスプレス ⁄ 東芝EMI                   | CT     | ZT25-486   | カセット同時発売。                                                                                          |
| 2  | 1983年11月21日 | エキスプレス ⁄ 東芝EMI                   | CD     | CA35-1057  | 初CD化（以降全てアーティスト非監修による再発）。                                                            |
| 3  | 1985年9月28日  | エキスプレス ⁄ 東芝EMI                   | CD     | CA32-1163  | 品番および価格改定。                                                                                        |
| 4  | 1987年7月5日   | エキスプレス ⁄ 東芝EMI                   | CD     | CA25-1487  | オリジナル・アルバム+ボーナス・ディスクの12枚組CD-BOX『OFF COURSE BOX』(CA25-1480~1490)の中の1枚。          |
| 4  | 1987年7月5日   | エキスプレス ⁄ 東芝EMI                   | CT     | ZH22-1857  | オリジナル・アルバム+ボーナス・カセットの12本組カセットBOX『OFF COURSE BOX』(ZH22-1850-60)の中の1本。       |
| 5  | 1991年6月7日   | エキスプレス ⁄ 東芝EMI                   | CD     | TOCT-6208  | |
| 6  | 1992年6月24日  | エキスプレス ⁄ 東芝EMI                   | CD     | TOCT-6942  | 音蔵シリーズでの再発。                                                                                      |
| 7  | 1998年2月25日  | エキスプレス ⁄ 東芝EMI                   | CD     | TOCT-10090 | Q盤シリーズでの再発。                                                                                       |
| 8  | 1998年11月18日 | エキスプレス ⁄ 東芝EMI                   | CD     | TOCT-10548 | オリジナル・アルバム+ライブ・アルバム全13タイトルの14枚組CD-BOX『OFF COURSE BOX』(TOCT-10542~55)の中の1枚。 |
| 9  | 2001年11月28日 | エキスプレス ⁄ 東芝EMI                   | CD     | TOCT-10778 | スーパーリマスタリングシリーズでの再発。                                                                    |
| 10 | 2005年3月24日  | エキスプレス ⁄ 東芝EMI                   | CD     | TOCT-25639 | 紙ジャケット仕様。24ビット・デジタル・リマスタリング音源による再発。                                        |
| 11 | 2009年1月21日  | エキスプレス ⁄ EMIミュージック・ジャパン | SHM-CD | TOCT-95039 | |

## タイアップ
| 曲名                       | タイアップ                                                               | 出典 |
| -------------------------- | ------------------------------------------------------------------------ | ---- |
| その時はじめて             | 日本水産『SAKANA'80sニッスイ』CMソング                                   |      |
| 生まれ来る子供たちのために | TBS系列『3年B組金八先生第1シリーズ』第18話『十五歳の母出産 その2』挿入歌 |      |